# Serraca
Serraca är ett släkte av fjärilar. Serraca ingår i familjen mätare.

## Bildgalleri

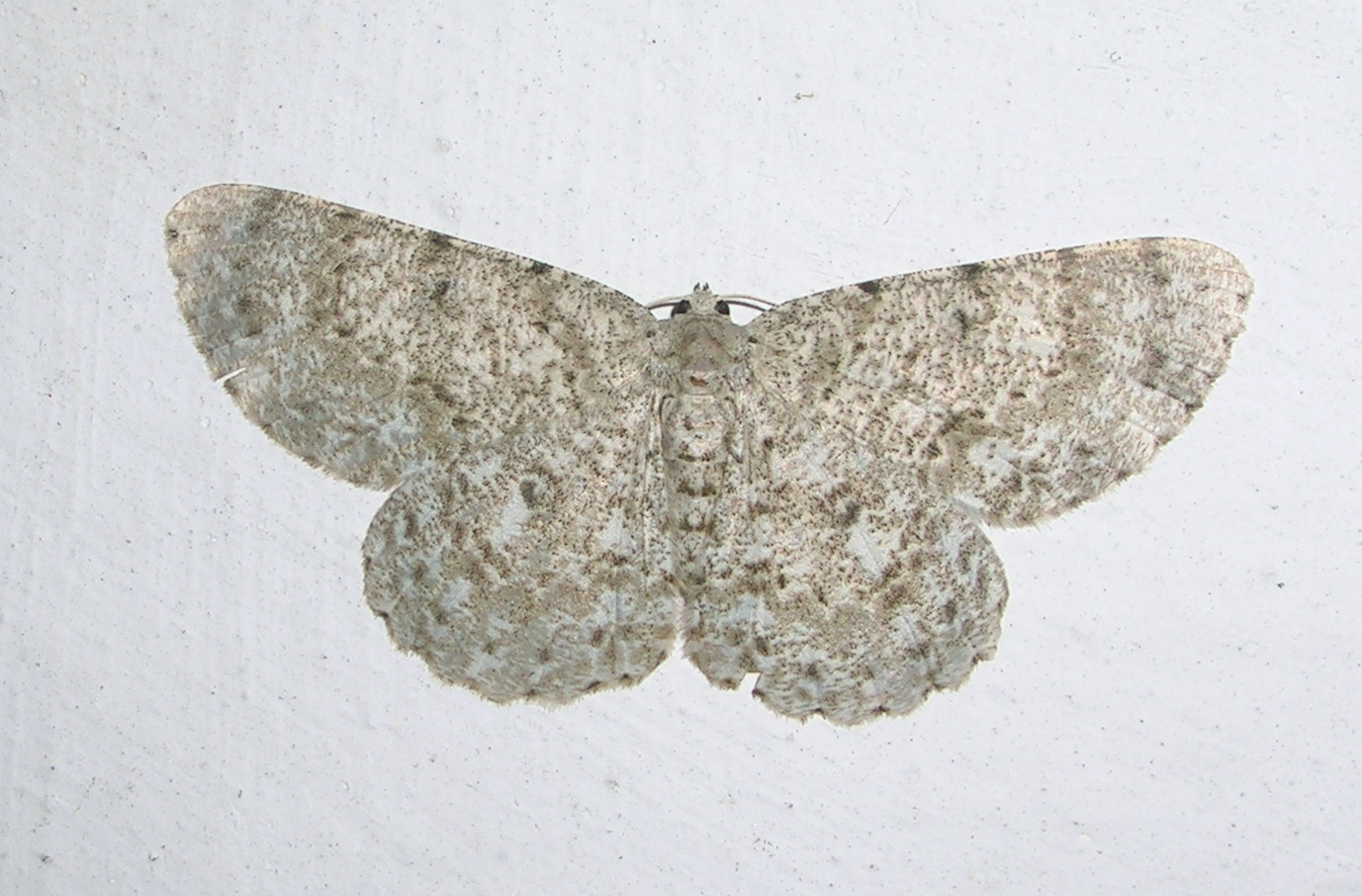
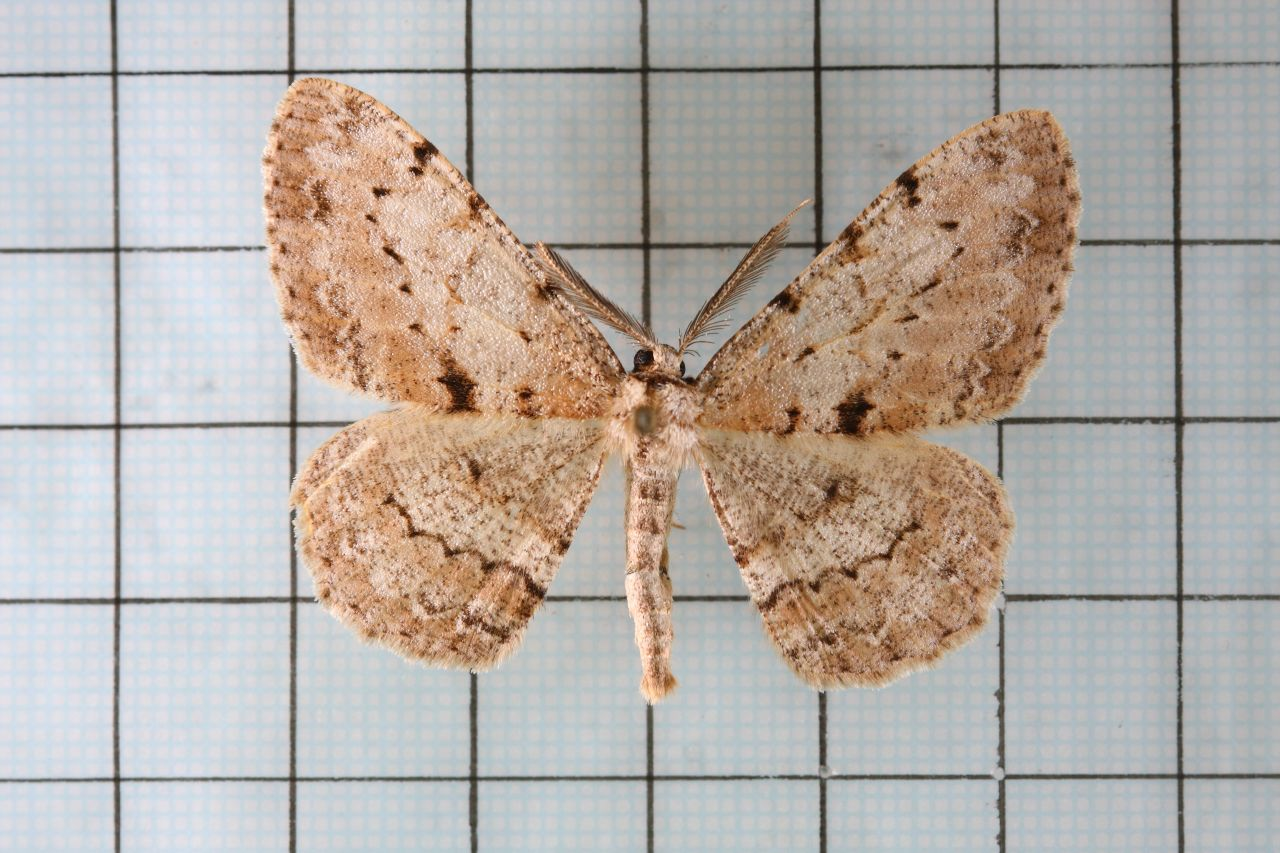

## Dottertaxa tillSerraca, i alfabetisk ordning[1]
- Serraca bandevillaea
- Serraca bicolor
- Serraca concursaria
- Serraca conferenda
- Serraca consobrinaria
- Serraca consortaria
- Serraca conspicuata
- Serraca contectaria
- Serraca crassestrigata
- Serraca dicionica
- Serraca discreparata
- Serraca distincta
- Serraca eunotia
- Serraca fasciata
- Serraca flavescens
- Serraca glos
- Serraca gorbatchevi
- Serraca grisearia
- Serraca griseonigra
- Serraca humperti
- Serraca inanimacula
- Serraca intermedia
- Serraca kuriligena
- Serraca lunifera
- Serraca magyarica
- Serraca marginata
- Serraca mekrana
- Serraca momaria
- Serraca myrtilloides
- Serraca nigra
- Serraca nigromarginata
- Serraca obsoleta
- Serraca pseudopunctinalis
- Serraca pulcherrima
- Serraca punctinalis
- Serraca referendaria
- Serraca subconferenda
- Serraca submarginata
- Serraca turcaria
- Serraca urticaria
- Serraca variegata
- Serraca yuwanina